# Kerjolor
Kerjolor is een bestuurslaag in het regentschap Wonogiri van de provincie Midden-Java, Indonesië. Kerjolor telt 7833 inwoners (volkstelling 2010).